# Félix-Hilaire Laurans
Pour les articles homonymes, voir Laurans.
Félix Hilaire Laurans, né à Montélimar (Drôme) le 6 thermidor an VII (24 juillet 1799) et mort à Châteauneuf-du-Rhône (Drôme) le 3 juillet 1859, est un homme politique français. Il est maire de Montélimar et député de la Drôme.

## Biographie
Il était le fils de Félix Laurans, notaire à Montélimar et de Jeanne Gouteron, elle-même native d'Allan (Drôme). D'après le baron de Coston, sa famille, une dynastie de notaires, habitait déjà Montélimar en 1607. En 1821, Félix-Hilaire Laurans figurait sur la liste des dix-sept citoyens domiciliés dans la commune, âgés de vingt-cinq ans et payant plus de 200 F de contributions directes : il était d'ailleurs le plus imposé, avec une taxe de 2 234 F. Le 6 août 1827, il épousa Pauline-Aline Marre, fille d'une ancien maire de Montélimar. Il en aura un fils, Armand Laurans, époux d'Isabelle David et une fille, Amélie Laurans, mariée à Gabriel Lacour, notaire, maire de Romans-sur-Isère de 1852 à 1877.

## Carrière politique
Devenu notaire et installé dans sa ville natale, Félix-Hilaire Laurans fut nommé pour la première fois conseiller municipal le 19 mai 1825. Il fut ensuite premier adjoint et en 1835, une ordonnance royale datée du 6 janvier le nomma maire de Montélimar, Chabaud et Messié adjoints.
Le 9 juillet 1842, Félix-Hilaire Laurans fut élu député du 4e collège de la Drôme (Montélimar), par 213 voix (368 votants, 425 inscrits), contre 150 à M. Roux. Membre de la majorité ministérielle, il vota pour l'indemnité Pritchard, contre la proposition sur les députés fonctionnaires, contre celles relatives à la corruption électorale et aux annonces judiciaires. Le 1er août 1846, il échoua dans le même collège avec 185 voix contre 294 à l'élu, l'ancien maire de Montélimar Daniel Nicolas.

## Administration municipale
Le second mandat de Félix-Hilaire Laurans, réélu, le 28 août 1837, en qualité de maire de Montélimar, fut marqué par la démolition des anciens remparts de la ville, ce qui permit son extension et sa modernisation, même si sa physionomie médiévale en a été modifiée. Par ailleurs, de nouveaux réverbères furent installés dans les rues de la vieille ville et les égouts furent  rénovés. En 1840, Félix-Hilaire Laurans fit preuve d'humanité en accueillant deux cents réfugiés espagnols dans la caserne de Montélimar : cet "abus d'autorité" fut sanctionné par le préfet, à qui il n'avait pas demandé d'autorisation.

## Sources
- « Félix-Hilaire Laurans », dans Adolphe Robert et Gaston Cougny, Dictionnaire des parlementaires français, Edgar Bourloton, 1889-1891 [détail de l’édition]